# Аріанна Кастіньліоні
Аріанна Кастіньліоні (італ. Arianna Castiglioni, 15 серпня 1997) — італійська плавчиня.
Учасниця Олімпійських Ігор 2016 року.
Призерка Чемпіонату Європи з водних видів спорту 2014, 2018, 2020 років.
Призерка Чемпіонату Європи з плавання на короткій воді 2019 року.